# Mileniul al VI-lea
Mileniul al VI-lea este perioada de timp care, conform calendarului gregorian, va începe la 1 ianuarie 5001 și se va termina la 31 decembrie 6000.